# Sybra eson
Sybra eson är en skalbaggsart som först beskrevs av Dillon 1952.  Sybra eson ingår i släktet Sybra och familjen långhorningar.
Artens utbredningsområde är Fiji. Inga underarter finns listade i Catalogue of Life.